# 伊朗—伊拉克關係
伊朗－伊拉克關係，又稱兩伊關係，是伊朗和伊拉克兩個主權國家之間的外交和對外關係。伊朗是伊拉克最大贸易伙伴之一。兩國的歷史都可以延續幾千年。伊朗和伊拉克有著漫長的邊界，有著悠久的文化和宗教遺產。在遠古時代，大約一千年來，伊拉克一直是波斯核心地區的一部分。1958年7月14日伊拉克革命之後，兩國之間的現代關係變得日益消極，後來哈希姆王朝被推翻，導致該國退出了《巴格達公約》。2022年9月28日，伊朗打击伊拉克境內的库尔德组织，造成数十人死伤。伊拉克对伊朗的行动予以强烈谴责。2023年7月11日，伊朗和伊拉克签署一项以物換物贸易协议，伊拉克的原油和重油將换取伊朗的天然气。
伊朗在巴格達設有大使館，在巴士拉、蘇萊曼尼亞、埃爾比勒和卡爾巴拉設有四個領事館。伊拉克在德黑蘭設有大使館，在克尔曼沙赫、阿瓦士和馬什哈德有3個領事館。

## 另見
- 兩伊邊境
- 兩伊戰爭
- 2019年－2022年波斯灣危機